# Considérations diverses
Considérations diverses est le treizième traité des Ennéades, et neuvième livre de la troisième Ennéade qui traite du monde, dans sa dimension théologique et métaphysique, rédigé par Plotin. Celui-ci prend surtout pour sujet la providence naturelle.